# Minutemen de Boston
Maillots
Les Minutemen de Boston (en anglais: Boston Minutemen) étaient un club américain de football basé à Boston qui a joué en NASL. Ils jouèrent de 1974 à 1976.